# Eugénia Câmara
Eugénia Infante da Câmara (Lisboa, 9 de abril de 1837 -- Rio de Janeiro, 28 de maio de 1874) foi uma actriz de teatro portuguesa, poetisa, autora e tradutora de peças teatrais.
Eugénia Câmara chegou ao Rio de Janeiro em 1859, levada pelo artista e empresário Furtado Coelho, que, em determinada época foi seu amante. Estreou na mesma cidade e no mesmo ano no Ginásio Dramático.
Em 1863 a companhia transferiu-se para a cidade de Recife e Eugênia se apresentou no Teatro Santa Isabel. Em 1866, tornou-se amante de Castro Alves. Em 1867, vive com o poeta no povoado de Barro, e em maio o casal volta para a Bahia. Em janeiro de 1868, Castro Alves e Eugénia embarcaram para o Rio de Janeiro, sendo recebidos por José de Alencar e visitados por Machado de Assis. No final de 1868, após desentendimentos, eles se separam; logo depois, Castro Alves se fere durante uma caçada, e tem o pé amputado. O último encontro dos dois foi em 31 de outubro de 1869, no Teatro Fênix Dramática.
No filme Vendaval Maravilhoso, de 1949, Eugénia Câmara foi interpretada pela atriz e fadista Amália Rodrigues.